# Herissantia intermedia
Herissantia intermedia là một loài thực vật có hoa trong họ Cẩm quỳ. Loài này được (Hassl.) Krapov. mô tả khoa học đầu tiên năm 1999.